# Carlos Brown
Carlos Carr Brown (ur. 25 lutego 1882, zm. 12 sierpnia 1926) – argentyński piłkarz, grający podczas kariery na pozycji obrońcy.

## Kariera klubowa
Carlos Carr Brown podczas kariery piłkarskiej występował w klubie Alumni AC. 
Z Alumni trzykrotnie zdobył mistrzostwo Argentyny w 1902, 1903, 1905.

## Kariera reprezentacyjna
W reprezentacji Argentyny Brown występował w latach 1903-1905. W reprezentacji zadebiutował 13 września 1903 w przegranym 2-3 meczu z Urugwajem, którym był drugim meczem reprezentacji Argentyny w historii. Drugi i ostatni raz w reprezentacji Brown wystąpił 15 sierpnia 1905 w zremisowanym 0-0 meczu z Urugwajem, którego stawką było Copa Lipton.
| Mecze i gole w reprezentacji | Mecze i gole w reprezentacji | Mecze i gole w reprezentacji | Mecze i gole w reprezentacji | Mecze i gole w reprezentacji | Mecze i gole w reprezentacji | Mecze i gole w reprezentacji |
| #                            | Data                         | Miasto                       | Przeciwnik                   | Gol                          | Wynik                        | Rozgrywki                    |
| ---------------------------- | ---------------------------- | ---------------------------- | ---------------------------- | ---------------------------- | ---------------------------- | ---------------------------- |
| 1.                           | 13.09.1903                   | Buenos Aires                 | Urugwaj                      |                              | 2:3                          | mecz towarzyski              |
| 2.                           | 15.08.1905                   | Buenos Aires                 | Urugwaj                      |                              | 0:0                          | Copa Lipton                  |